# دوروتی فیلدز
دوروتی فیلدز (انگلیسی: Dorothy Fields؛ ‏ ۱۵ ژوئیهٔ ۱۹۰۵ – ۲۸ مارس ۱۹۷۴) یک موسیقی‌دان اهل ایالات متحده آمریکا بود. او در سال ۱۹۳۶، برنده جایزه اسکار بهترین ترانه شده‌است. وی فرزند لو فیلدز بود.
از فیلم‌های او می‌توان به سوئیت چریتی و تا زمانی که ابرها کنار بروند اشاره کرد.